# Шиес
Ши́ес (Ши́эс; коми Сиесаёль) — река в России, левый приток Вычегды. Протекает в Ленском районе Архангельской области.
Название происходит от нижневычегодского диалектного коми си́ес «хомут» и ёль «лесная речка», буквально — «речка, изогнутая как хомут».
Станция Шиес Северной железной дороги и посёлок лесопункта на берегу получили наименование по названию реки. От реки получил название также песчаный остров Шиясский (Шиесский) на Вычегде, ниже устья Шиеса.
Река берёт начало из болота, расположенного к юго-востоку от нежилой деревни Большой Мыс Урдомского городского поселения. Устье реки находится в 197 км от устья Вычегды по левому берегу; высота устья 59 м над уровнем моря. Река протекает в километре к юго-западу от нежилой деревни Выемково, находящейся на берегу Вычегды.
Длина реки составляет 103 км, площадь водосборного бассейна — 1040 км².
Основные притоки: Ма́дмас (правый, 18 км от устья Шиеса), Пи́лыс (правый, 29 км), Ку́зъёль (левый, 37 км), Во́жер (правый, 67 км).
В реке водятся хариус, плотва, ёрш, пескарь, щука.

## Данные водного реестра
По данным государственного водного реестра России относится к Двинско-Печорскому бассейновому округу, водохозяйственный участок реки — Вычегда от города Сыктывкар и до устья, речной подбассейн реки — Вычегда. Речной бассейн реки — Северная Двина.
Код объекта в государственном водном реестре — 03020200212103000023627.